# (7008) Pavlov
(7008) Pavlov (1985 QH5) – planetoida z pasa głównego asteroid okrążająca Słońce w ciągu 4 lat i 141 dni w średniej odległości 2,68 j.a. Została odkryta 23 sierpnia 1985 roku w Krymskim Obserwatorium Astrofizycznym w Naucznym na Półwyspie Krymskim przez Nikołaja Czernycha. Nazwa planetoidy pochodzi od Nikołaja Nikiforowicza Pawłowa (1902-1985), profesora Uniwersytetu Leningradzkiego, kierującego służbą czasu Obserwatorium w Pułkowie.